# Kapitänleutnant
Pour les articles homonymes, voir capitaine-lieutenant.

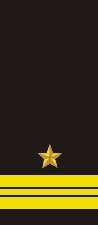
Insigne de Kapitänleutnant.

Kapitänleutnant est un grade militaire utilisé dans les marines allemandes.

## Deutsche Marine
Kapitänleutnant est un grade dans la Deutsche Marine, la composante marine de la Bundeswehr. Il s'agit du grade le plus élevé des officiers subalternes de la marine allemande. Le grade de Kapitänleutnant  dans la hiérarchie militaire de l'OTAN est équivalent de lieutenant de vaisseau (classé en tant qu'OF-2). 
Un Kapitänleutnant peut commander de petits bâtiments (par exemple des sous-marins de classe 206A ou des patrouilleurs) ou servir d'officier chef de service à bord d'unités plus importantes, lui confiant des responsabilités proches de celui du grade de lieutenant commander dans les marines américaine et britannique. L'abréviation « Kaleu » (usage contemporain) est utilisé officiellement dans les conversations verbales. Le commandant de l'U-boot U 96 de Type VIIC dans le film Das Boot avait ce grade et était appelé « Herr Kaleun » (usage historique) par son équipage.
Les insignes du grade sont deux galons larges, séparés par un galon plus fin, sur les manches et les épaulettes.